# S1 (ånglok)
S1 är en svensk ånglokstyp, som tillverkades av Nohab för Statens Järnvägar. S1-loken var tanklok och användes huvudsakligen i persontrafik.

## Historia
S1-loken byggdes i 20 exemplar mellan 1952 och 1953. Det var därmed de sista nybyggda ångloken för Statens Järnvägar. S1-loken var överhettarlok med två utvändiga cylindrar och sidotankar.
Loken var i trafik i bland annat Norrland och Skåne under 1950- och 1960-talen. Fem S1-lok finns bevarade som museilok, bland annat ett på Angelner Dampfeisenbahn i Schleswig-Holstein i Tyskland.

## I populärkulturen
Det lok som karaktären Stig-Helmer Olsson får i bröllopspresent i slutet av filmen Sällskapsresan II – Snowroller är ett S1-lok.